# 站前街道 (大连市)
站前街道，是中华人民共和国辽宁省大連市金州区下辖的一个乡镇级行政单位。

## 行政区划
站前街道下辖以下地区：
建兴花园社区、盛滨花园社区、拥军社区、联胜社区、环保社区、南棉路社区、龙湾社区、生辉社区、马家村、民和村、吴家村和杨家村。